# Paul A. Baran
Paul Alexander Baran (ur. 8 grudnia 1910 w Mikołajowie, zm. 26 marca 1964 w Palo Alto) – amerykański ekonomista marksistowski pochodzenia rosyjskiego.
Edukację otrzymał w Stanach Zjednoczonych, na Uniwersytecie Harvarda. Od 1949 do śmierci (w wyniku zawału serca) w 1964 wykładał ekonomię na Uniwersytecie Stanforda. Do jego najważniejszych prac należą Ekonomia polityczna wzrostu oraz (napisany z Paulem Sweezym) Kapitał monopolistyczny.

## Główne prace
- The Political Economy of Underdevelopment (1952)
- The Political Economy of Growth (1957), polskie wydanie: Ekonomia polityczna wzrostu, tłum. Joanna Grzywicka, Jerzy Zdanowicz, wyd. Państwowe Wydawnictwo Ekonomiczne, Warszawa 1963 (II wydanie)
- The Commitment of the Intellectual (1961)
- Monopoly Capital: An essay on the American economic and social order (1966), razem z Paulem Sweezym, polskie wydanie: Kapitał monopolistyczny. Szkice o amerykańskim systemie gospodarczym i społecznym, tłum. Stanisław Łypacewicz, wyd. Państwowe Wydawnictwo Ekonomiczne, Warszawa 1968
- The Longer View: Essays toward a critique of political economy (1970)
- The Political Economy of Neo-Colonialism (1975)